# Ернст Лудвиг Кирхнер
Ернст Лудвиг Кирхнер (на немски: Ernst Ludwig Kirchner) е германски художник експресионист, роден на 6 май 1880 година в Ашафенбург в Бавария и починал на 15 юни 1938 година във Фрауенкирхе, близо до Давос, Швейцария. Той е един от основателите на художническия колектив „Die Brücke“ (Мостът).

## Биография
Ернст Кирхнер следва архитектура в Техническия университет в Дрезден, където се запознава с Фриц Блейл, Ерих Хекел и Карл Шмид-Ротлуф. Четиримата основават асоциация, наречена „Die Brücke“ през 1905 г. Чрез нея от 1906 г. нататък организират изложби на картини и гравюри. Групата не претендира да е част от нито едно художествено течение, макар че самият Кирхнер се позовава на немското средновековно изкуство, на Рембранд и на японското изкуство.
Младият художник се интересува от гравюри върху дърво и стилът му еволюира към опростяването на чертите и нескриването на следите от работата върху дървото в готовите творби. Повторното отваряне на етнографския музей в Дрезден в 1912 г. му въздейства, като черпи инспирация от примитивното изкуство.
През 1911 г. Ернст Кирхнер се мести в Берлин, където първоначално животът не му харесва. Рисува улични и нощни сцени. Запознава се с Ерна Шилинг, кабаретна танцьорка, която му става модел и после партньор до смъртта му. Често бяга от берлинския живот, почивайки на немския остров Фемарн. Там рисува картини на голи плажуващи на фона на вълни, облаци и растителност, противопоставяйки ги на живота в големия град.
През 1915 г. се записва в армията, но е освободен два месеца по-късно поради здравословни проблеми (белодробно заболяване и депресия, влошени от консумацията на алкохол и наркотици). След това престоява на няколко пъти в санаториуми, където декорира няколко стени. Мести се в Давос през 1917 г., където започва да рисува пейзажи.
Кирхнер пише и статии под псевдонима Луи дьо Марсал. През 1937 г. националсоциалистическият режим в Германия обявява изкуството му за изродено и унищожава част от картините му. Измъчен от болести и пристрастен към наркотици, художникът се самоубива през 1938 г.

## Творчество
- Танцьори, 1906, мастило върху хартия, Музей Соломон Гугенхайм, Ню Йорк.
- Жена с черна шапка, 1908, Китайско мастило и акварел върху хартия, Музей Соломон Гугенхайм, Ню Йорк.
- Седящо момиче, 1910, маслени бои върху платно, Minneapolis Institute of Arts, Минеаполис.
- Мазарела, 1910, маслени бои върху платно, музей Moderna, Стокхолм.
- Нолендорфер плац, 1912, маслени бои върху платно, Фондация градски музей Берлин, Берлин.
- Почиваща жена в бяла блуза, 1909, музей Städel, Франкфурт.
- Вариете, 1909, музей Städel, Франкфурт.
- Плажуващи, 1910, музей Städel, Франкфурт.
- Плажуващи между камъни, 1912, музей Städel, Франкфурт.
- Ловец, 1912, музей Städel, Франкфурт.
- Две жени с корито, 1913, музей Städel, Франкфурт.
- Залив на брега на остров Фемарн, 1913, музей Städel, Франкфурт.
- Автопортрет като пияч, 1914, Германски национален музей, Нюрнберг.
- Прав гол с шапка, 1915, музей Städel, Франкфурт.
- Бранденбургска врава в Берлин, 1915, маслени бои върху платно, Нова национална галерия, Берлин.
- Potsdamer Platz, 1914, маслени бои върху платно, Нова национална галерия, Берлин.
- Червената кула в Хале, 1915, маслени бои върху платно, музей Фолкванг, Есен.
- Гара Кюнигщайн, 1916, маслени бои върху платно, частна колекция.
- Франкфурт Вестхафен, 1916, маслени бои върху платно, музей Фолкванг, Есен.
- Вечеря, 1916, литография, Музей Соломон Гугенхайм, Ню Йорк.
- Автопортрет като болен, 1917 – 1920, маслени бои върху платно, Пианотека на модернизма, Мюнхен.
- Тинценхорт, Цюгелшлухт близо до Монщайн, 1919 – 1920, маслени бои върху платно, музей Кирхнер, Давос.
- Тъжно, младо, голо момиче, 1921, музей Städel, Франкфурт.
- Разходка с шейна, 1923, Германски национален музей, Нюрнберг.
- Музикант в пълнолунна нощ, 1924, музей Städel, Франкфурт.
- Интериор с две момичета, 1926, Германски национален музей, Нюрнберг.
- Две голи в гората II, 1926, музей Städel, Франкфурт.